# Velapia myrmex
Velapia myrmex är en insektsart som beskrevs av Otte, D. och Perez-gelabert 2009. Velapia myrmex ingår i släktet Velapia och familjen syrsor. Inga underarter finns listade i Catalogue of Life.